# Minotaur Shock
Minotaur Shock (bürgerlicher Name David Edwards) ist ein englischer Musiker.

## Werdegang
Im Jahr 2000 begann der aus Bristol stammende Edwards auf dem Label Melodic die ersten EPs mit elektronischer Musik zu veröffentlichen, welche von der britischen Fachpresse sehr gelobt und als Folktronica bezeichnet wurden. Edwards mixte zu genretypischem Electronica auch traditionelle Instrumente wie Flöte, Klarinette oder Gitarre. 2001 erschien das Debütalbum Chiff-Chaffs & Willow Warblers, welches die Abkehr von IDM hin zu einem organischeren Sound widerspiegelte. Im folgenden Jahr brachte Edwards eine weitere EP sowie eine Compilation älterer EPs heraus, ehe er als Schlagzeuger in der Band Bronze Age Fox fungierte. 2005 wurde sein zweites reguläres Studioalbum Maritime auf dem Label 4AD veröffentlicht, welches abermals Aufmerksamkeit in der Fachpresse fand. Auch als Remixer für Bands wie Bloc Party und Badly Drawn Boy war Edwards tätig, ehe Minotaur Shock mit Amateur Dramatics 2008 das dritte Album vorlegte. Dieses blieb zunächst lediglich als Download bei 4AD erhältlich, ehe es im Dezember 2008 als physisches Album auf dem Label Audio Dregs erschien.

## Stil und Rezeption
Als Einflüsse auf die Musik von Minotaur Shock werden oft DJ Shadow, Aphex Twin und der Synthie-Pop der 80er Jahre genannt. Die seine Anfänge prägenden Folktronica-Elementen wurden vor allem mit Maritime, einem Konzeptalbum zum Thema Meer, von Instrumental-Pop abgelöst. Auch der ungewöhnliche Mix aus Hornpipe und Synthesizer-Klängen wurde gelobt. Amateur Dramatics wiederum gilt als Abkehr von der Verspieltheit des Vorgängers und wurde als düsterer sowie vermehrt an klassischen Kompositionsmustern orientiert eingeschätzt. Besonders der zusammen mit Anna-Lynne Williams komponierte und von ihr gesungene Titel This Plane Is Going To Fall charakterisierte diese Veränderung.

## Diskografie

### Alben
- Chiff-Chaffs and Willow Warblers (2001)
- Rinse (2003; Compilation)
- Maritime (2005)
- Amateur Dramatics (2008)

### Singles und EPs
- The Bagatelle (2000)
- Motoring Britain (2001)
- Rockpoolin (2002)
- Vigo Bay (2005)
- Muesli (2005)